# Isla Dawn
Courtney Florence Stewart (Glasgow, Escocia, 1 de febrero de 1994) es una luchadora profesional británica. Es conocida por haber trabajado para la empresa estadounidense WWE, donde se presentó bajo el nombre de Isla Dawn y fue miembro de The Unholy Union. 
Entre sus logros, obtenidos con su compañera Alba Fyre, destaca un reinado y fue la última en ostentar el Campeonato Femenino en Parejas de NXT, y un reinado como Campeona Femenina en Parejas.

## Carrera

### WWE (2017–2025)

#### Mae Young Classic (2017-2018)
En el episodio del 6 de noviembre de 2017 de Raw, Dawn se presentó como jobber con el nombre de Stacy Coates, perdiendo ante Asuka en un combate individual. En 2018, fue anunciada como una de las competidoras de la segunda edición del torneo Mae Young Classic. El 8 de agosto, fue eliminada en la primera ronda tras perder ante Nicole Matthews.

#### NXT UK (2018-2022)
El 25 de agosto de 2018 compitió en la primera ronda del Torneo del Campeonato Femenino del Reino Unido NXT, perdiendo ante Toni Storm. El 20 de julio de 2019 perdió contra Nina Samuels en NXT UK, y luego venció a Samuels el 17 de enero de 2020.
En NXT UK del 17 de septiembre, fue derrotada Aoife Valkyrie. en el NXT UK del 15 de octubre, fue derrotada por Piper Niven.
A inicios del 2021, en NXT UK emitido por el 11 de febrero, fue derrotada por la debutante Meiko Satomura. Durante las siguientes semanas se mostraban viñetas de Dawn haciendo brujería en algún sitio entre el bosque llevándose así, objetos personales sobre Emilia McKenzie y Dani Luna ya sean un reloj o mechón de cabello algunos obtenidos en combate. 
En NXT UK emitido el 23 de junio, derrotó a Myla Grace. Dawn empezaría un feudo contra la actual campeona Meiko Satomura retándola por NXT UK Women's Championship, dando intervenciones donde esta secuestraba dicho título y atacando a la campeona para así, tener un combate con dicha estipulación de “World Of The Darkness” dicho combate semejante a un Street Fight match el cual se llevaría a cabo el 5 de mayo de 2022, donde dicho combate, salió derrotada. No sería hasta el último episodio en emisión de NXT UK donde se enfrentaría ante Amale, Eliza Alexander y Blair Davenport en una fatal de cuatro esquinas donde esta última salió victoriosa.

#### The Unholy Union (2022-2025)
En el episodio del 15 de noviembre de 2022 de NXT, Dawn hizo su primera aparición en la marca estadounidense al interferir en el combate de estipulación Last Woman Standing entre Mandy Rose y Alba Fyre por el Campeonato Femenino de NXT. Ahí, le escupió un líquido negro en la cara a Fyre, para después empujarla de una escalera sobre la que estaba trepada, cayendo encima de la mesa de comentaristas y permitiéndole a Rose retener su título. Hizo su debut en el ring, en el episodio del 6 de diciembre de NXT, derrotando a Thea Hail. Luego del combate, Dawn fue atacada por Fyre, y escupió black mist en la cara de un árbitro que intentó separarlas. Cuatro días después, en Deadline, ambas se enfrentaron en un combate individual, en el que Dawn salió victoriosa.
En el episodio del 3 de enero de 2022 de NXT, salió al ringside para atacar a Alba Fyre, llevando la pelea a bastidores hasta la zona de estacionamiento, donde empezó la Extreme Resolution Match entre ambas, sin embargo no logró gana, a la siguiente semana en NXT Level Up emitido el 13 de enero, derrotó a Jakara Jackson. Una semana después, interfirió en un combate entre Sol Ruca y Alba Fyre, distrayendo a esta última para que perdiera el encuentro. El 31 de enero de 2023, se dio a conocer que Dawn uniría fuerzas con Fyre tras esta tener varias derrotas haciendo algún tipo de «conjuro» para liberarse de esto. El 1 de abril, Dawn & Fyre lograron ganar los Campeonatos Femeniles en Pareja de NXT derrotando a Fallon Henley & Kiana James en NXT Stand & Deliver; siendo este, el primer campeonato obtenido por Dawn dentro de WWE. Como parte del Draft 2023, ella y Alba Fyre fueron promovidas al roster principal y reclutadas a la marca SmackDown.
En el episodio del 26 de abril de 2024 de SmackDown, durante la primera noche del Draft de WWE, ella y Fyre fueron trasladadas a la marca Raw. En el episodio del 3 de junio de Raw, junto a Fyre, Shayna Baszler y Zoey Stark, atacó a las Campeonas Femeninas en Parejas de WWE, Bianca Belair y Jade Cargill. La misma noche, ella y su compañera exigieron un futuro combate titular por sus campeonatos. Esto llevó a las seis a enfrentarse en una triple amenaza entre equipos el 15 de junio en el evento Clash at the Castle: Scotland, donde ella y Fyre derrotaron a Belair y Cargill para capturar los campeonatos femeninos en parejas por primera vez.
El 8 de febrero de 2025, Dawn fue liberada de su contrato por WWE.

## Campeonatos y Logros
- Pro Wrestling Illustrated
  - Situada en el puesto Nº96 del PWI Female 100 en 2019[26]
  - Situada en el puesto Nº53 del PWI Tag Team 100 en 2022 – con Alba Fyre[27]

- WWE
  - WWE Women's Tag Team Championship (1 vez) — con Alba Fyre
  - NXT Women's Tag Team Championship (1 vez, última) - con Alba Fyre